# Enoplomischus spinosus
Enoplomischus spinosus là một loài nhện trong họ Salticidae.
Loài này thuộc chi Enoplomischus. Enoplomischus spinosus được Wanda Wesołowska miêu tả năm 2005.